# Abol Fath Khan
Abol Fath Khan Zand (persisch ابوالفتح‌خان زند‎, anhörenⓘ; * ca. 1755; † 22. August 1779) war der dritte Schah der Zand-Dynastie, der das persische Reich vom 6. März bis zum 22. August 1779 regierte.
Als Karim Khan-e Zand 1779 starb, erklärte sein Halbbruder Zaki Khan den zweiten Sohn Karim Khans – gleichzeitig sein Schwiegersohn –, Mohammad Ali Khan, zum neuen Herrscher. Aber bald ernannte er dann noch Mohammad Ali Khans älteren Bruder Abol Fath zum Koregenten. Im Gegensatz zu seinem Vater war Abol Fath faul und schwach und hatte auch nicht die Schärfe und den Mut seines Vaters, dafür vertraute er seinem mächtigen Onkel Zaki Khan, dessen Korruption und politischer Übermut allen bekannt waren. So führten die Ratschläge Zaki Khans nach mehr als 20 Jahren zur Anarchie im Reich.
Nach dem Tod Karim Khans floh Aga Mohammed Khan, der als Geisel am Hof gehalten wurde, um Unruhen zwischen den Zand und den Kadscharen aus Nordpersien zu verhindern, und erreichte Mazandaran. Dort übernahm er nach und nach das Kommando über seinen Stamm in Astrabad und erklärte sich von den Zand Schahs für unabhängig. Daraufhin schickte Zaki Khan eine Armee unter seinem Neffen Ali Murad Khan gegen den Kadscharen.
In der Zwischenzeit wurde am 19. Juni 1779 Abol Fath zum alleinigen Herrscher des persischen Reiches, als Mohammad Ali Khan plötzlich starb. Bald lehnte sich der Kommandeur seiner Armee Ali Murad Khan gegen ihn auf und besetzte Isfahan. Auf der anderen Seite erhob Zaki Khan von den Grundbesitzern hohe Steuern und richtete jeden hin, der sich weigerte zu zahlen. Anschließend rebellierten die Menschen von Isfahan und töteten Zaki Khan. Am 22. August 1779 überfiel Sadiq Khan, ein Bruder Karim Khans, die Stadt Schiraz und tötete Abol Fath Khan, nachdem er ihm die Augen ausgerissen hatte. Danach erklärte er sich zum Schah von Persien.